# Владимиро-Павловка
Владимиро-Павловка (укр. Володимиро-Павлівка) — село в Новобугском районе Николаевской области Украины.
Население по переписи 2001 года составляло 96 человек. Почтовый индекс — 55633. Телефонный код — 5151. Занимает площадь 0,4 км².

## Местный совет
55632, Николаевская обл., Новобугский р-н, с. Софиевка, ул. Гагарина, 3